# تپه دستاران
تپه داستاران مربوط به دوره سلجوقیان - دوره ایلخانی است و در شهرستان خرم دره، بخش مرکزی، دهستان خرمدره، ۱۶۰۰م روستای خرمدره، میان باغات داستاران واقع شده و این اثر در تاریخ ۲۶ دی ۱۳۸۶ با شمارهٔ ثبت ۲۰۵۰۳ به‌عنوان یکی از آثار ملی ایران به ثبت رسیده است.